# Gnidia squarrosa
Gnidia squarrosa är en tibastväxtart som först beskrevs av Carl von Linné, och fick sitt nu gällande namn av George Claridge Druce. Gnidia squarrosa ingår i släktet Gnidia och familjen tibastväxter. Inga underarter finns listade i Catalogue of Life.